# Hugh Farquharson
Hugh Miller Farquharson (Montréal, 4 novembre 1911 – Burlington, 27 marzo 1985) è stato un hockeista su ghiaccio canadese.

## Palmarès

### Olimpiadi invernali
- Argento a Garmisch-Partenkirchen 1936 nell'hockey su ghiaccio.